# محسن خزایی
محسن خزایی (زادهٔ ۱۵ آذر ۱۳۵۱ در اصفهان – درگذشتهٔ ۲۲ آبان ۱۳۹۵ در حلب سوریه) خبرنگار صدا و سیمای جمهوری اسلامی ایران در سوریه و در رابطه با مدافعان حرم بود. 

## زندگی‌نامه
محسن خزایی در سال ۱۳۷۴ به عنوان متصدی صدا فعالیت خود را در صداو سیما آغاز کرد. وی در سال ۱۳۸۳ مدیر باشگاه خبرنگاران جوان زاهدان شد.
خزایی پس از موفقیت در باشگاه خبرنگاران جوان زاهدان به عنوان مدیر خبر گیلان معرفی گردید. پس از خبر گیلان بعنوان مدیر روابط عمومی کارخانه فولاد مبارکه اصفهان منصوب شدند و پس از یک سال و نیم فعالیت در سال ۱۳۹۰ به دفتر نمایندگی رهبری در سوریه بعنوان مدیر امور فرهنگی، منتقل شد. سپس در سال ۱۳۹۲ به عنوان خبرنگار رسمی شبکه خبر به فعالیت خود در سوریه ادامه داد و در ابتدای آبان ماه ۱۳۹۵ به عنوان مدیر خبرگزاری صدا و سیما در سوریه منصوب شد. سرانجام، در تاریخ ۲۲ آبان ۱۳۹۵ در منطقه منیان شهر حلب سوریه بر اثر اصابت ترکش خمپاره در حین تهیه گزارش خبری کشته شد.

## فرزندان
وی دارای سه فرزند است؛ دو پسر و یک دختر.

## تیراندازی شورشیان به سمت خودروی خزایی
در ۱۱ آوریل ۲۰۱۳ شورشیان سوری با کمین در جاده فرودگاه بین‌المللی دمشق و شلیک به خودروی خبرنگار شبکه خبر در سوریه، وی را از ناحیه شکم زخمی کردند.

## درگذشت
وی در ۱۲ نوامبر ۲۰۱۶ در حلب در حین تهیه گزارش خبری توسط نیرو های تروریستی بر آثر برخورد خمپاره نیروهای داعش کشته شد.
به دنبال درگذشت وی، مشاور امور بین‌الملل آیت الله خامنه‌ای، وزیر امور خارجه، معاون مطبوعاتی وزارت ارشاد، وزیر اطلاعات، معاون ارتباطات و اطلاع‌رسانی دفتر رئیس‌جمهور، سخنگوی شورای نگهبان، مسئول سازمان بسیج رسانه، رئیس دانشگاه آزاد اسلامی، رئیس ستاد مرکزی راهیان نور کشور و رئیس بنیاد حفظ آثار و نشر ارزش‌های دفاع مقدس، سخنگو و رئیس مرکز دیپلماسی عمومی و رسانه‌ای وزارت امور خارجه، فرماندار زابل، نماینده مردم زاهدان در مجلس شورای اسلامی، رئیس رسانه ملی، مدیرکل صدا و سیمای سیستان و بلوچستان، نماینده ولی فقیه در سیستان و بلوچستان پیام‌های تسلیتی صادر کردند.

## رونمایی از تندیس
در ۲۶ اسفند ۱۳۹۵ از تندیس محسن خزایی در «سه راه پاسداران» در شهر زاهدان رونمایی شد.